# Ctenus leonardi
Ctenus leonardi är en spindelart som beskrevs av Simon 1910. Ctenus leonardi ingår i släktet Ctenus och familjen Ctenidae. Inga underarter finns listade i Catalogue of Life.